# Arrhenia
Genre
Arrhenia est un genre de champignons basidiomycètes de la famille des Tricholomatacées.
Le genre a été nommé d'apres le botaniste suédois, Johan Peter Arrhenius.

## Espèces
Index Fungorum accepté 50 espèces de Arrhenia:
- A. acerosa (Fr.) Kühner 1980 – Europe
- A. alnetorum (Singer) Redhead 1984
- A. andina (Corner) Redhead, Lutzoni, Moncalvo & Vilgalys 2002
- A. antarctica (Singer) Redhead, Lutzoni, Moncalvo & Vilgalys 2002 – Antarctica; South Georgia
- A. auriscalpium (Fr.) Fr. 1849 – Antarctica
- A. australis  (Cleland) Grgur. 1997
- A. baeospora  (Singer) Redhead, Lutzoni, Moncalvo & Vilgalys 2002 – Great Britain
- A. chilensis  (Mont.) Redhead, Lutzoni, Moncalvo & Vilgalys 2002
- A. chlorocyanea (Pat.) Redhead, Lutzoni, Moncalvo & Vilgalys 2002 – Europe; North America
- A. cupuliformis Henn. 1895
- A. discorosea (Pilát) Zvyagina, Alexandrova & Bulyonkova 2015
- A. eburnea Barrasa & V.J.Rico 2003
- A. elegans (Pers.) Redhead, Lutzoni, Moncalvo & Vilgalys 2002
- A. epichysium (Pers.) Redhead, Lutzoni, Moncalvo & Vilgalys 2002 – Great Britain
- A. fissa (Leyss.) Redhead 1984
- A. glauca (Batsch) Bon & Courtec. 1987
- A. griseopallida (Desm.) Watling 1989 – Great Britain
- A. hohensis (A.H.Sm.) Redhead, Lutzoni, Moncalvo & Vilgalys 2002
- A. latispora (J.Favre) Bon & Courtec. 1987
- A. lobata  (Pers.) Kühner & Lamoure ex Redhead 1984 – Europe
- A. lundellii (Pilát) Redhead, Lutzoni, Moncalvo & Vilgalys 2002
- A. luteopallida (Kuyper & Hauskn.) Barrasa & V.J.Rico 2003
- A. obatra (J.Favre) Redhead, Lutzoni, Moncalvo & Vilgalys 2002 – Europe
- A. obscurata (D.A.Reid) Redhead, Lutzoni, Moncalvo & Vilgalys 2002 – Great Britain
- A. omnivora (Agerer) Redhead, Lutzoni, Moncalvo & Vilgalys 2002 – Antartica
- A. onisca (Fr.) Redhead, Lutzoni, Moncalvo & Vilgalys 2002 – Europe
- A. parvivelutina (Clémençon & Irlet) Redhead, Lutzoni, Moncalvo & Vilgalys 2002
- A. pauxilla (Clémençon) Redhead, Lutzoni, Moncalvo & Vilgalys 2002
- A. peltigerina  (Peck) Redhead, Lutzoni, Moncalvo & Vilgalys 2002 – Great Britain
- A. philonotis (Lasch) Redhead, Lutzoni, Moncalvo & Vilgalys 2002 – Great Britain
- A. pubescentipes (H.E.Bigelow) Redhead, Lutzoni, Moncalvo & Vilgalys 2002
- A. rainierensis (H.E.Bigelow) Redhead, Lutzoni, Moncalvo & Vilgalys 2002
- A. retiruga  (Bull.) Redhead 1984 – Europe
- A. rickenii (Hora) Watling 1989 – Europe
- A. rigidipes (Lamoure) Redhead, Lutzoni, Moncalvo & Vilgalys 2002
- A. rustica  (Fr.) Redhead, Lutzoni, Moncalvo & Vilgalys 2002 – Europe
- A. salina (Høil.) Bon & Courtec. 1987
- A. spathulata  (Fr.) Redhead 1984 – Europe
- A. sphaerospora (Lamoure) Redhead, Lutzoni, Moncalvo & Vilgalys 2002
- A. sphagnicola (Berk.) Redhead, Lutzoni, Moncalvo & Vilgalys 2002 – Europe
- A. stercoraria (Barrasa, Esteve-Rav. & Sánchez Nieto) Redhead, Lutzoni, Moncalvo & Vilgalys 2002
- A. subandina (Singer) P.M.Kirk 2014
- A. subglobispora  (G.Moreno, Heykoop & E.Horak) Redhead, Lutzoni, Moncalvo & Vilgalys 2002
- A. subobscura (Singer) Redhead, Lutzoni, Moncalvo & Vilgalys 2002
- A. tabaresiana (Vila & Llimona) Vila 2009
- A. trigonospora (Lamoure) Redhead, Lutzoni, Moncalvo & Vilgalys 2002
- A. umbratillis (Fr.) Redhead, Lutzoni, Moncalvo & Vilgalys 2002 – Great Britain
- A. velutipes (P.D.Orton) Redhead, Lutzoni, Moncalvo & Vilgalys 2002 – Great Britain
- A. violaceoviridis (Courtec.) Courtec. 2008
- A. viridimammata (Pilát) Redhead, Lutzoni, Moncalvo & Vilgalys 2002
- A. volkertii (Murrill) Redhead, Lutzoni, Moncalvo & Vilgalys 2002

## Sources
- (en) Index Fungorum : Arrhenia  (+ liste espèces) (+ MycoBank)
- (en) Catalogue of Life : Arrhenia (consulté le 11 décembre 2020)